# RML Group
Ray Mallock Ltd. eller RML Group är ett racingteam grundat av Ray Mallock 1984 som tävlar i World Touring Car Championship, under namnet Chevrolet WTCC, Le Mans Series, British Touring Car Championship, under namnet Silverline Chevrolet, och Spanish GT Championship. Tidigare har man även tävlat i VSR V8 Trophy, World Rally Championship, South African Touring Car Championship, World Sportscar Championship och Junior World Rally Championship.

## World Touring Car Championship

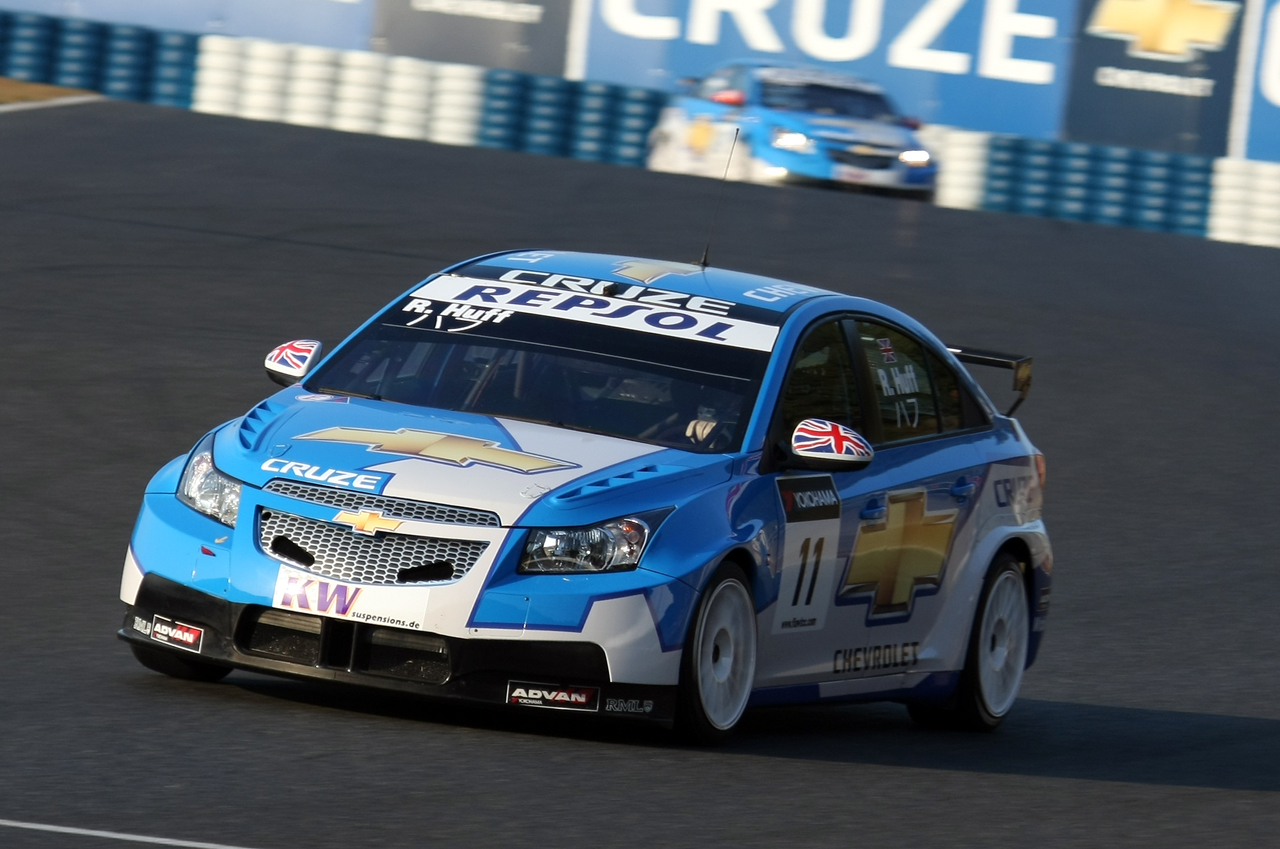
Robert Huff i FIA WTCC Race of Japan 2009.

RML Group har tävlat i World Touring Car Championship sedan starten 2005 under namnet Chevrolet WTCC. De första fyra åren körde man med Chevrolet Lacetti, men till säsongen 2009 byttes den ut mot den nyare modellen Cruze. Robert Huff, Alain Menu och Nicola Larini var teamets förare mellan 2005 och 2009, då Larini slutade med racingen och den tidigare SEAT-föraren Yvan Muller tog hans plats.